# Минівка (Полтавський район)
Ми́нівка — село в Україні, у Терешківській сільській громаді Полтавського району Полтавської області. Населення становить 448 осіб.

## Географія
Село Минівка розташоване за 5 км від річки Тагамлик, за 1,5 км від сіл Кашубівка та Портнівка. Поруч проходять автошлях територіального значення Т 1712 та залізниця, пасажирський зупинний пункт Минівка (за 0,5 км).

## Історія
- До 2017 орган місцевого самоврядування Заворсклянська сільська рада.
- Від 10 липня 2017 року і до 12 червня 2020 року у складі Заворсклянської сільської громади.
- 12 червня 2020 року, відповідно до розпорядження Кабінету Міністрів України № 721-р «Про визначення адміністративних центрів та затвердження територій територіальних громад Полтавської області», село увійшло до складу Терешківської сільської громади[1].
- 19 липня 2020 року, в результаті адміністративно — територіальної реформи та ліквідації Полтавського району(1925—2020), село увійшло до складу новоутвореного Полтавського району[2].

## Населення

### Мова
Розподіл населення за рідною мовою за даними перепису 2001 року:
| Мова       | Кількість | Відсоток |
| ---------- | --------- | -------- |
| українська | 426       | 95.09%   |
| російська  | 20        | 4.46%    |
| білоруська | 2         | 0.45%    |
| Усього     | 448       | 100%     |

## Уродженці
- Деркач Віталій Павлович (1923—2012) — український кібернетик.
- Чмирук (Ладченко) Марія Мелентіївна (1928—2019) — ветеран Другої світової війни, заслужена вчителька.